# Bambusa jacobsii
Bambusa jacobsii är en gräsart som beskrevs av Elizabeth A. Widjaja. Bambusa jacobsii ingår i släktet Bambusa och familjen gräs.
Artens utbredningsområde är Java. Inga underarter finns listade i Catalogue of Life.